# Один рубль 1924 года
Оди́н ру́бль 1924 го́да — серебряная монета СССР номиналом один рубль, чеканившаяся в 1924 году.

## История
Монета была выпущена в рамках денежной реформы в 1924 году и соответствовала по весу, размеру и металлу монете в один рубль образца 1921 года, которая, в свою очередь, соответствовала рублям Российской империи, однако внешний вид монеты был полностью изменён. Монеты изготавливались на Петроградском монетном дворе. Всего было изготовлено 12 998 000 монет.

## Описание
Монета имеет круглую форму, диаметр 34 мм. Она изготавливалась из серебра 900-й пробы, то есть содержала 18 граммов чистого серебра при общем весе 20 граммов. В рубле 1924 года появились элементы оформления, которые в дальнейшем характеризовали монеты СССР: стебельный ободок с узелками, колосья с одиннадцатью зёрнами, обрамляющие номинал, точка под датой. 
Лицевая и оборотная стороны монеты имеют выступающий кант по окружности, вдоль которого тянется ободок из точек. На аверсе монеты изображены крестьянин и рабочий, указывающий тому на заводские трубы, возвышающиеся на горизонте на фоне восходящего солнца. На реверсе по кругу тянется коммунистический девиз — «Пролетарии всех стран, соединяйтесь!». Надпись отделена от герба сплошной линией, начало и конец которого имеет небольшой завиток. Ниже присутствует изображение Герба СССР с шестью перевязками ленты на колосьях пшеницы (по числу языков входивших тогда союзных республик). Рядом с этим гербом расположено название страны СССР рукописным шрифтом, а ещё ниже написано указание номинала. Эта надпись отделена от герба чертой.
Существуют несколько слегка различающихся разновидностей монеты: так, окна завода могут быть прямоугольными или квадратными, а более высокая заводская труба может быть слегка искривлена в своей верхней части.